# Samsung Galaxy A22 5G
Samsung Galaxy A22 5G — смартфон на базе Android, разработанный и производимый Samsung Electronics как часть серии Galaxy A. Выпущен 24 июня 2021 года. Оснащен тройной задней камерой и дисплеем с частотой 90 Гц. Аккумулятор имеет емкость 5000 мАч.

## Технические характеристики

### Дизайн
Samsung Galaxy A22 оснащен 6,6-дюймовым дисплеем Infinity-V с V-образным вырезом вверху. Каркас и задняя панель устройства выполнены из пластика. С правой стороны находится боковой емкостный считыватель отпечатков пальцев, а сзади — тройная камера со светодиодной вспышкой. Телефон имеет размеры 167,2 х 76,4 х 9,0 мм и весит 203 грамма. Он доступен в сером, белом, мятном и фиолетовом цветах на большинстве рынков.

### Аппаратное обеспечение
Samsung Galaxy A22 5G оснащен процессором MediaTek Dimensity 700 SoC с 7-нм техпроцессом, восьмиядерным процессором, состоящим из высокопроизводительного кластера с 2 ядрами Cortex-A76 с частотой 2,2 ГГц и высокоэффективного кластера с 6 ядрами Cortex 2,0 ГГц. Ядра A55, графический процессор Mali G57-MC2 и встроенный модем 5G, а также до 8 ГБ оперативной памяти.
Телефон имеет конфигурации 4 ГБ ОЗУ + 64 ГБ встроенной памяти и 4/6/8 ГБ ОЗУ + 128 ГБ встроенной памяти, внутреннюю память можно расширить, установив карту microSD. Устройство поддерживает 5G, 4G LTE, Wi-Fi, Bluetooth и GPS/A-GPS. Внизу есть динамик, порт USB Type-C и аудиоразъем 3,5 мм. Телефон имеет несъемный аккумулятор емкостью 5000 мАч с поддержкой быстрой зарядки 15 Вт.
Телефон оснащен 6,6-дюймовым ЖК-дисплеем PLS TFT с соотношением сторон 20:9, разрешением 1080x2400, плотностью пикселей 399 ppi и частотой обновления 90 Гц.
В телефоне установлена тройная камера: основная на 48 Мп, широкоугольная на 5 Мп и датчик глубины на 2 Мп. Фронтальная камера на 8 Мп расположена в V-образном вырезе дисплея.

### Программное обеспечение
Samsung Galaxy A22 5G работает на Android 11 и One UI Core 3.1 с обновлением до Android 13 и One UI 5.1

## Выпуск

### Индия
Samsung Galaxy A22 5G был выпущен в Индии 23 июля 2021 года с 6 или 8 ГБ ОЗУ и 128 ГБ встроенной памяти. Модель на 6 ГБ стоит 19999 рупий, а модель на 8 ГБ стоит 21999 рупий. Однако устройство недоступно в белом цвете.
У устройства есть двойная модель под названием Samsung Galaxy F42 5G с разными цветовыми вариантами, основной камерой на 64 МП и немного другой настройкой камеры. Он был запущен исключительно в Индии через Flipkart и доступен с 6 или 8 ГБ оперативной памяти и 128 ГБ встроенной памяти. Мятный, фиолетовый и белый цвета недоступны для этой модели.

### Европа
Samsung Galaxy A22 5G выпущен в некоторых регионах Европы с 4 ГБ ОЗУ и 64 ГБ встроенной памяти или 4/6/8 ГБ ОЗУ с 128 ГБ встроенной памяти. Модель на 64 ГБ стоит 230 евро, а модель на 128 ГБ с 4 ГБ ОЗУ — 250 евро. По европейским стандартам устройство классифицируется как фаблет из-за размера экрана 6,6 дюйма.

## Samsung Galaxy Wide5
Samsung Galaxy Wide5 был выпущен в Южной Корее для южнокорейского оператора связи SK Telecom как эксклюзивная южнокорейская модель. По сравнению с Galaxy A22 5G, эта модель имеет другой дизайн задней камеры, основную камеру на 64 Мп (вместо модуля на 48 Мп) и другие варианты цвета. Она доступна с 6 ГБ оперативной памяти и 128 ГБ встроенной памяти. Телефон доступен в черном, белом и синем цветах.